# Marthe Truyen
Marthe Truyen (Bevel, 30 september 1999) is een Belgisch wielrenster die sinds 2021 voor de Belgische wielerploeg Fenix-Deceuninck rijdt. Ze legt zich ook toe op het veldrijden.
Bij de Belgische kampioenschappen veldrijden 2020 werd Truyen nationaal kampioene veldrijden bij de beloften, nadat ze in 2018 en 2019 al tweede was geworden. In 2017 was ze nationaal kampioene veldrijden bij de junioren. In 2023 en 2025 won Truyen het Belgisch kampioenschap gravel.

## Palmares

### Gravel
- 2023:  BK Gravel
- 2025:  BK Gravel

### Veldrijden

#### Resultatentabel elite
| Seizoen   |     | WK  | EK | BK  |     | Klassementen | Klassementen | Klassementen |       | UCI- ranking |    | Podia | Podia | Podia | Aantal crossen |
| Seizoen   | WB  | WK  | EK | BK  | SP  | Trofee       | Goud         | Zilver       | Brons | UCI- ranking |    |       |       |       | Aantal crossen |
| --------- | --- | --- | -- | --- | --- | ------------ | ------------ | ------------ | ----- | ------------ | -- | ----- | ----- | ----- | -------------- |
| 2015-2016 |     | –   | –  | –   |     | –            | –            | 70e          |       | 271e         |    | –     | –     | –     | 8              |
| 2016-2017 | –   | –   | –  | –   | –   | 67e          | 336e         | –            | –     | –            | 13 |       |       |       |                |
| 2017-2018 | –   | –   | 9e | –   | 32e | 60e          | 381e         | –            | –     | –            | 18 |       |       |       |                |
| 2018-2019 | –   | –   | 8e | 37e | –   | 36e          | 67e          | –            | –     | –            | 21 |       |       |       |                |
| 2019-2020 | –   | –   | 9e | 36e | –   | 42e          | 70e          | –            | –     | –            | 24 |       |       |       |                |
| 2020-2021 | –   | –   | 6e | 39e | –   | 25e          | 47e          | –            | –     | –            | 25 |       |       |       |                |
| 2021-2022 | DNS | 21e | 6e | 30e | 36e | 28e          | 42e          | –            | 2     | –            | 30 |       |       |       |                |
| 2022-2023 | DNS | DNS | 7e | 52e | 31e | 65e          | 62e          | –            | –     | 2            | 19 |       |       |       |                |
| 2023-2024 | –   | –   | –  | –   | 30e | –            | -            | –            | –     | -            | -  |       |       |       |                |
| Totaal    |     | –   | –  | –   |     | –            | –            | –            |       | –            |    | –     | 2     | 2     | 158            |

#### Podiumplaatsen elite
| Nr.           | Seizoen       | Datum           | Veldrit                           | Cat.          | Wedstrijdserie |
| Overwinningen | Overwinningen | Overwinningen   | Overwinningen                     | Overwinningen | Overwinningen  |
| ------------- | ------------- | --------------- | --------------------------------- | ------------- | -------------- |
|               |               |                 |                                   |               |                |
| 2e plaatsen   |               |                 |                                   |               |                |
| 1.            | 2021-2022     | 9 oktober 2021  | Grand Prix Dohnany, Dohňany       | C2            | Losse cross    |
| 2.            | 2021-2022     | 10 oktober 2021 | Grand Prix Podbrezová, Podbrezová | C2            | Losse cross    |
| 3e plaatsen   |               |                 |                                   |               |                |
| 1.            | 2022-2023     | 15 oktober 2022 | Grand Prix Dohnany #1, Dohňany    | C2            | Losse cross    |
| 2.            | 2022-2023     | 16 oktober 2022 | Grand Prix Dohnany #2, Dohňany    | C2            | Losse cross    |

#### Resultatentabel jeugd
| Seizoen   |     | WK  | EK   | BK  |     | Klassementen | Klassementen |       | Podia | Podia | Podia | Aantal crossen |
| Seizoen   | WB  | WK  | EK   | BK  | SP  | Goud         | Zilver       | Brons |       |       |       | Aantal crossen |
| --------- | --- | --- | ---- | --- | --- | ------------ | ------------ | ----- | ----- | ----- | ----- | -------------- |
| ↓ Jeugd ↓ |     |     |      |     |     |              |              |       |       |       |       |                |
| 2015-2016 |     | DNS | DNS  | ↑   |     |              |              |       | –     | –     | –     | 1              |
| 2016-2017 | DNS | DNS | ↑    | –   | –   | –            | 1            |       |       |       |       |                |
| 2017-2018 | 32e | –   | ↑    | –   | –   | –            | 1            |       |       |       |       |                |
| 2018-2019 | 14e | 10e | ↑    | 9e  | 11e | –            | –            | –     | 2     |       |       |                |
| 2019-2020 | 18e | 13e | ↑    | 10e | 9e  | –            | –            | –     | 2     |       |       |                |
| 2020-2021 | 9e  | DNS | Afg. | 14e |     | –            | –            | –     | 1     |       |       |                |
| Totaal    |     | –   | –    | –   |     | –            | –            |       | –     | –     | –     | 8              |

### Wegwielrennen

#### Overwinningen
2023
Antwerp Port Epic

#### Resultaten in voornaamste wedstrijden
| Jaar | Ronde van Italië | Ronde van Frankrijk | Ronde van Spanje |
| ---- | ---------------- | ------------------- | ---------------- |
| 2023 |                  |                     |                  |
| 2024 |                  |                     |                  |
| 2025 | 93e              | 108e                |                  |

| Jaar | Milaan-San Remo | Gent-Wevelgem | Ronde van Vlaanderen | Parijs-Roubaix | Le Samyn | Strade Bianche |  | WK op de weg |
| ---- | --------------- | ------------- | -------------------- | -------------- | -------- | -------------- |  | ------------ |
| 2023 |                 | 28e           |                      | ↑              | 8e       |                |  | 66e          |
| 2024 |                 |               |                      | 20e            | 16e      | opgave         |  |              |
| 2025 | 67e             | opgave        | 42e                  | 46e            |          | opgave         |  |              |

## Ploegen
- 2021 –  Ciclismo Mundial
- 2022 –  Plantur-Pura
- 2023 –  Fenix-Deceuninck
- 2024 –  Fenix-Deceuninck
- 2025 –  Fenix-Deceuninck

Alvarado · Cant · Couzens · de Baat · De Wilde · Kastelijn · Kuijpers · Martins · Marturano · Pieterse · Schrempf · Schweinberger · Stiasny · Truyen · Van de Velde · van der Heijden · van Zuthem · Worst · Wright
Alvarado · Cant · Couzens · De Wilde · Kastelijn · Kuijpers · Marturano · Perkins · Pieterse · Rooijakkers · Schrempf · Schweinberger · Stiasny · Truyen · van Alphen · van der Heijden · van Zuthem · Worst · Wright
Alvarado · Casasola · Couzens · De Wilde · Kastelijn · Kuijpers · Perkins · Pieterse · Rooijakkers · Schrempf · Schweinberger · Truyen · van Alphen · van der Heijden · van Zuthem · Worst